# WTYM

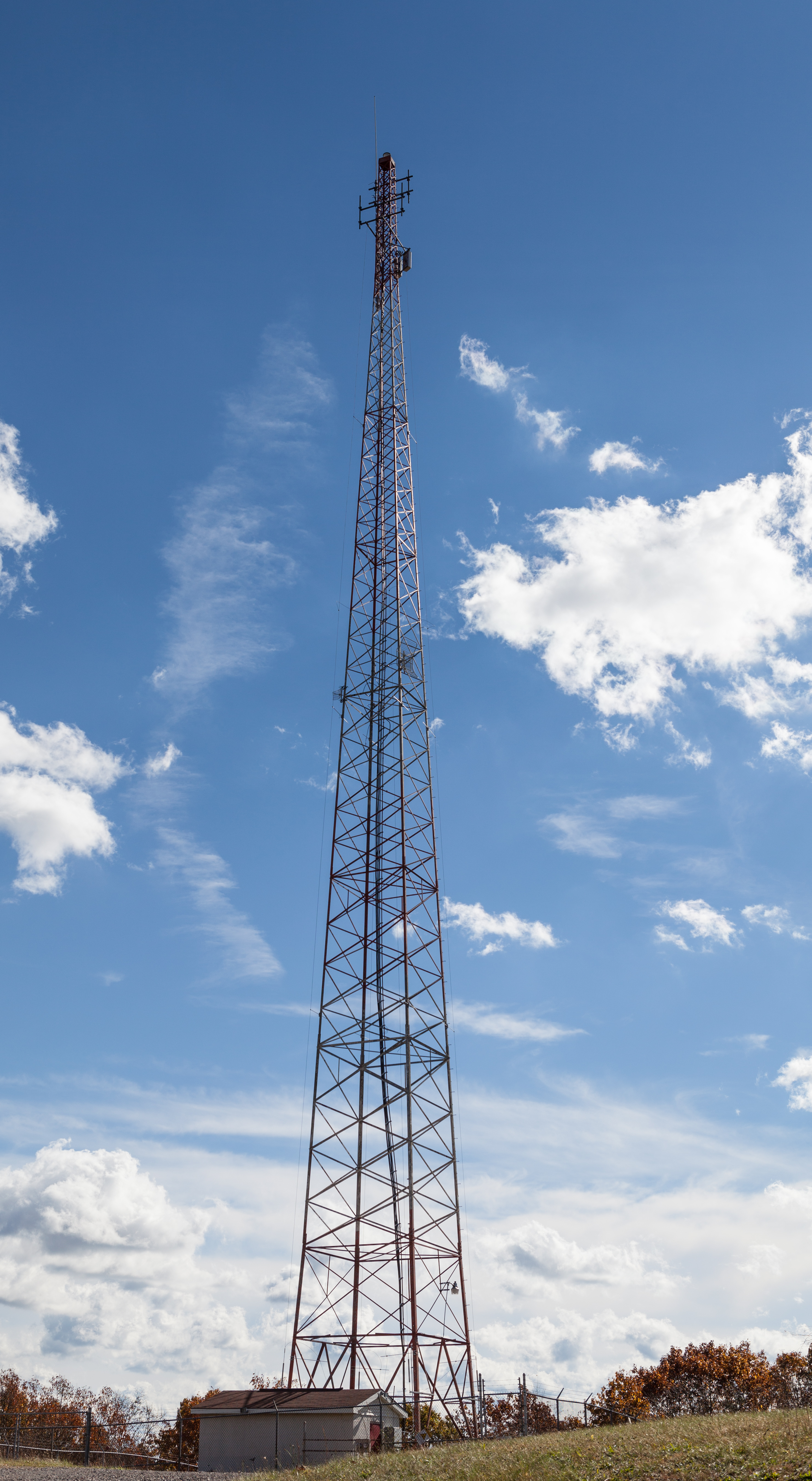
WTYM-AM und WKHU-CD (TV) Sendemast in der 104 Gellner Lane, Kittanning von Norden. Der Mast trägt ein Bündel unipolare AM-Antennen und eine geschichtete directionale TV Antennenanlage.

WTYM ist eine US-Radiostation aus Kittanning, Pennsylvania. Gesendet wird auf MW 1380 kHz mit 1 kW. Die Station gehört der Family-Life Media-Com Inc. Das Programm orientiert sich an lokalen Themen für den Armstrong County, Pennsylvania.